# Svensbylijda

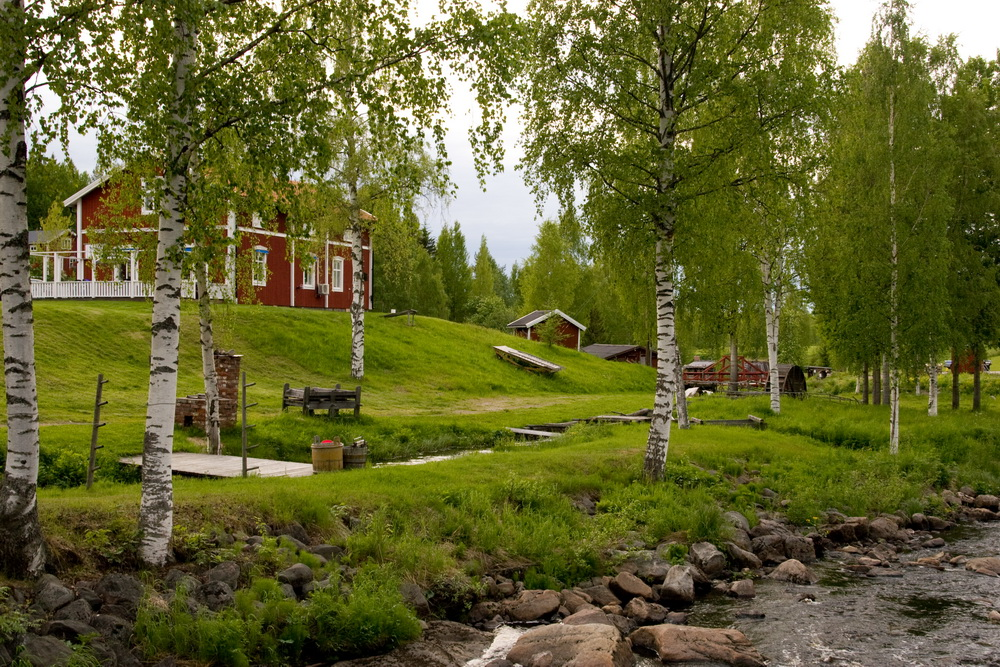
Vy från Svensbylijda

Svensbylijda (Svensbyliden) är en gammal bondgård från 1800-talet i I Svensbyn, Piteå kommun. Gården har ett naturskönt markområde på över fyra hektar och ett antal byggnader som tillsammans visar upp en stor bondgård.
De flesta byggnader har Svensby hembygdsföreningen köpt eller fått som gåva och sedan har husen plockats ned, fraktats till Liden, och byggts upp igen. 
Hembygdsföreningens främsta uppgift är att rekonstruera och levandegöra det månghundraåriga kultur- och industriområdet Swensbylijda.
På hembygdsområdet där Svensbyån rinner  finns hembygdsgården. "Qvarnbönninga" dammbyggnad med tillhörande vattendrivna anläggningar har återställts till sitt befintliga skick.
Hembygdsföreningen har även ansvar för Kälbodarna, en fäbodplats från 1721 och en timmerkoja från 1900-talet. På området finns även en liten djurpark. Hembygdsområdet är öppet året runt.